# Кубрат (град)
 Тази статия е за града.  За прабългарския владетел вижте Кубрат.  
Кубра̀т е Село в Североизточна България. Той се намира в област Разград и е трети по големина в областта след Разград и Исперих. Градът е административен център на община Кубрат. По данни на ГРАО към 15 септември 2023 г. в града живеят 6676 души по настоящ адрес и 9681 души по постоянен адрес.

## География
Градът се намира на 34 km от Исперих, на 37 km от областния център Разград, на 50 km от Русе и на 354 km от столицата София.

## История
Най-ранното писмено сведение за селището е от 1624 г. Според легендите то е създадено в началото на XV век. Тогава по тези земи господствал зъл и алчен владетел на име Еница. Той затворил всички кладенци и оставил само един. Местните жители и хората от околните села трябвало да купуват с медни пари водата от кладенеца. Затова и селището било известно като Балбунар (Меден кладенец).
На километър и половина източно от Кубрат, в местността Янката, се намира Балбунарската селищна могила. От направените разкопки става ясно, че около могилата е имало селище преди повече от 4000 години. През VII век народностният състав е бил славяно-прабългарски. Селището просъществува до падането на България под османско владичество (началото на XIV век). На негово място е създадено село Балбунар. Първите къщи са разположени около Медния кладенец, сега кубратски площад.
С решение на кабинета на министър-председателя Драган Цанков, утвърдено с Указ № 317 на княз Александър Батенберг от 26 юни 1880 г. (обн., ДВ, бр. 55 от 5 юли с. г.) е образувана Балбунарска община, част от Русенското окръжие.
През 1890 г. в Балбунар се открива основно училище, а на 4 май 1891 г. се учредява читалище „Кирил и Методий“.
При избухването на Балканската война през 1912 г. 2 души от Балбунар са доброволци в Македоно-одринското опълчение.
Балбунар приема новото си име през 1934 г. – на прабългарския ювиги кан Кубрат. Местният вестник „Балбунарско ехо“ се преименува в „Кубратско ехо“ през август 1934 г.
Най-забележителните придобивки на Кубрат до 1940 г. са 2 мелници, 2 даракчийници и маслобойна. Главният поминък на населението е земеделие, скотовъдство, дърводобив, тухларство, търговия с бакалски и манифактурни стоки. През 1945 г. се основава ТПК, която обединява всички дребни занаятчии. Открити са отдели за шивачество, обущарство, сарачество, коларожелезарство, дървообработване и други.
През 1949 г. село Кубрат е обявено за град. През 1955 г. към землището на града Кубрат е присъединено село Дряново.

## Население
Численост на населението според преброяванията през годините:
| \| Година на преброяване \| Численост \| \| --------------------- \| --------- \| \| 1934 \| 4297 \| \| 1946 \| 4244 \| \| 1956 \| 6470 \| \| 1965 \| 9124 \| \| 1975 \| 11 282 \| \| 1985 \| 12 015 \| \| 1992 \| 9906 \| \| 2001 \| 9069 \| \| 2011 \| 7379 \| \| 2021 \| 5855 \| |           |
| Година на преброяване | Численост |
| 1934 | 4297      |
| 1946 | 4244      |
| 1956 | 6470      |
| 1965 | 9124      |
| 1975 | 11 282    |
| 1985 | 12 015    |
| 1992 | 9906      |
| 2001 | 9069      |
| 2011 | 7379      |
| 2021 | 5855      |

Етническият състав включва 4288 българи, 2013 турци и 432 цигани.

## Управление

### Кмет
Алкин Неби (ДПС) спечелва изборите през 2019 г. на втория тур с 54,3 % от гласовете. 

### Общински съвет
Общинският съвет на община Кубрат се състои от 21 души. 
| Партия или сдружение | Партия или сдружение              | 2015 | 2019 |
| -------------------- | --------------------------------- | ---- | ---- |
|                      | ДПС                               | 9    | 11   |
|                      | Земеделски народен съюз           |      | 5    |
|                      | ГЕРБ                              | 3    | 2    |
|                      | Местна коалиция НДПС (БСДП, НДПС) |      | 2    |
|                      | БСП                               | 1    | 1    |
|                      | Време за промяна                  | 6    |      |
|                      | Реформаторски блок                | 2    |      |
|                      | Общо                              | 21   | 21   |

## Вероизповедания
Източноправославно християнство и ислям.
От 1980г. до 2022 година, свещеник е ставрофорният свещеноиконом Евгений Стоянов Дечев, който служи на вярата на поколения християни в Кубратска енория в продължение на 42 години.

## Обществени институции
- Средно училище „Христо Ботев“
- Основно училище „Христо Смирненски“
- Професионална гимназия
- Общински детски център'
- Читалище „Св. св. Кирил и Методий“ – учредено на 11 май 1891 г. от група ентусиасти начело с мировия съдия Иван Чунчев. Първата читалищна сграда е построена през 1923 г.

## Забележителности
Градският парк „Омол“ е създаден през 1962 г. и съхранява в границите си ценно разнообразие от растителни видове. Той заема площ от 21 дка.
В парка се срещат над 50 вида растителни видове, от които 33 са дървета и храсти (бял бор, чер бор, кипарис, хемикипарис, туя, тис, черна мура, ливански кедър, смърч, чинар, златен дъжд, явор, топола, маклура, акация, конски кестен, копривка, гинко билоба, полски ясен, шестил, бреза, върба, див рошков, липа, орех и други), които не могат да се видят на друго място в града. Дивият рошков е единственият защитен растителен вид на територията на града и предизвиква вниманието на средношколците и любителите на природата.
В клоните на дърветата и храстите гнездят различни видове птици: сойка, обикновен славей, голям пъстър кълвач, лястовица, дрозд, кос, врабче и гугутка. От бозайниците се среща катерица.

### Театри и музеи
Събраното и съхранено от родолюбиви българи историческо наследство на града и района оформя музейна сбирка, подредена в къщата на Петър Иванов-Комитата, участник в четата на Таньо войвода.

## Спорт
Футбол
Градът има футболен клуб на име ФК Кубрат, играещ в Североизточната В футболна група.
Хандбал
В града съществува хандбален клуб „Кубрат“, участващ в Б регионална група Зона „Черно море”.
Спорт тото
На 10 февруари 2011 г. е обявена новината, че в Кубрат е пуснат обикновен тото фиш в играта 6/49 на Българския спортен тотализатор, спечелил най-големия джакпот в историята на тотализатора – сумата от 7 071 231,40 лв.

## Редовни събития
- Панаирът се провежда за период от 1 седмица, около 24 май – денят на гр. Кубрат.
- Всяка година градът е домакин на турнири по хандбал между отбори на училищата от цялата страна. Младежкият отбор по хандбал „Кубрат“ неведнъж е печелил призови места на регионално и национално равнище.
- Конкурсите за красота на агенция „Визаж“, съвместно с Община Кубрат, всяка година се провеждат за Мис „Кубрат“ от веригата конкурси „Мис България“.
- Конкурс „Медни гласчета“ – за млади изпълнители на български песни. Провежда се ежегодно от Община Кубрат, в последната 10-дневка на май. Конкурсът е под покровителството на Лили Иванова.
- Всяка сряда има земеделски пазар, а неделя – традиционен пазар /битак/.

## Личности
Родени в Кубрат
- Лили Иванова (р. 1939), поп певица
- ставрофорен свещеноиконом Евгений Стоянов Дечев (р. 1951), свещеник към храм "Св.Св Кирил и Методий".
- Янко Михов, (р. 1954), енигматик и издател
- Иван Чунчев, мирови съдия, на 11 май 1891 г. съосновател на читалище „Св. св. Кирил и Методий“
- проф. Стефан Гайдарджиев
- Христо Иванджиков - Маестрото (1909 – 1994), музикален педагог и ръководител на местен духов оркестър
- Петър Иванов – Комитата, участник в четата на Таньо войвода
- Петър Йовчев (1904 – 1983), политик
- Йордан Димитров, македоно-одрински опълченец, 1 рота на 9 велешка дружина, носител на кръст „За храброст“[8]
- Димитър Арсов, македоно-одрински опълченец, родом от Щип, жител на Балбунар, Нестроева рота на 9 велешка дружина, носител на бронзов медал[9]
- Волен Чинков, международен футболен съдия
- Дарио Тодоров, хандбалист